# Протокол без сохранения состояния
В вычислительной технике, протокол без сохранения состояния (англ. Stateless protocol) — протокол передачи данных, который относит каждый запрос к независимой транзакции, которая не связана с предыдущим запросом, то есть общение с сервером состоит из независимых пар запрос-ответ.
Протокол без сохранения состояния не нуждается в сохранении информации о сессии на сервере или статусе каждого клиента во время множественных запросов. В противовес этому, протокол, которому необходим учёт о внутреннем состоянии сервера, называется протоколом с сохранением состояния (англ. stateful).
Примерами протоколов без сохранения состояния являются Internet Protocol (IP), фундаментальный протокол сети Интернет, и Hypertext Transfer Protocol (HTTP), фундаментальный протокол передачи данных во всемирной паутине.
Дизайн без сохранения состояния упрощает архитектуру сервера, потому что нет необходимости работать с сессиями на стороне сервера, чтобы организовывать коммуникацию клиент-сервер. Если сессия клиента кончается в середине транзакции, то ни одной части системы не приходится очищать состояние сервера до её выполнения. Недостатком же отсутствия состояния является необходимость включать дополнительную информацию в каждый запрос, а затем серверу необходимо будет обработать эту информацию.

## Примеры
Пример протокола без сохранения состояния — HTTP; это означает, что каждое сообщение запроса может быть понято в изоляции от других запросов.
Сравните это с традиционным FTP-сервером, который проводит интерактивный сеанс с пользователем. Во время сеанса пользователю предоставляется средство для аутентификации и установления различных переменных состояния (рабочий каталог, режим передачи), которые хранятся на сервере как часть состояния пользователя.